# Job Interview
Job Interview ist ein deutscher Kurzfilm von Filmregisseurin Julia Walter aus dem Jahre 2013. Der Psychothriller, der von ROVOLUTION FILM in Co-Produktion mit der Hochschule für Fernsehen und Film München produziert wurde, lief auf über 90 Festivals weltweit und wurde mehrfach ausgezeichnet. Außerdem ist er Teil der DVD-Kompilation „Shocking Shorts 2013 – 10 neue gefährlich gute Kurzfilme“ und wurde am 28. Juni 2013 auf 13th Street ausgestrahlt.

## Handlung
Als sich Lisa bei Marie um einen Job bewirbt, sieht zunächst alles nach einem ganz normalen Bewerbungsgespräch aus. Als Maries Fragen aber immer abstruser werden, entwickelt sich das Bewerbungsgespräch zu einem wahren Horror-Trip.

## Auszeichnungen
- 2014: Murnau-Kurzfilmpreis
- 2014: „Prädikat besonders wertvoll“ und „Kurzfilm des Monats Juli“ Deutsche Film- und Medienbewertung (FBW)
- 2014: Next Generation Short Tiger[1] (Programm von German Films, „Short Film Corner“ und Premiere: Internationale Filmfestspiele von Cannes)
- 2014: „Student Award“, Hamptons Intl. Film Festival, USA
- 2014: „Artistic Director’s Award“, Nominierung „Best Actress“ Sinikka Schubert, Lady Filmmakers Festival Beverly Hills, USA
- 2014: „Best Short Film“, Etheria Film Night Hollywood, USA
- 2014: „Best Director“ für Julia Walter und „Best Short Film“, Chennai Women’s International Film Festival, Indien
- 2014: „Best Actress“ Stefanie von Poser, Crimson Screen Horror Film Fest, USA
- 2014: „Best Student Film“, Nominierungen in den Kategorien „Best Foreign Language Film“, „Best Horror Shor“t und „Best Actress“ Stefanie von Poser, Winter Film Awards New York City, USA
- 2014: „Diana in Silber“, Golden Diana Int. Filmfestival, Österreich
- 2016: Publikumspreis „Certificate of Merit“, Shire International Short Film Festival, Australien
- 2014: Nominierungen in den Kategorien „Best Foreign Film“, „Best Student Film“, „Best Supporting Actress“ Sinikka Schubert, „Best Actress“ Stefanie von Poser, Long Beach International Film Festival, NY, USA
- 2014: Nominierung als „Best Student Film“, Northeast Film Festival, USA
- 2014: Nominierungen in den Kategorien „Best Screenplay“ [(Julia Walter)], „Best Actress“ Stefanie von Poser und „Best Production Design“ (Kinga Eperjesi), Maverick Movie Awards, USA
- 2014: Nominierung für den „Dutch Golden Stone Award“ in der Kategorie Fiktion, Scenecs International Debut Film Festival, Niederlande
- 2013: „Publikumspreis“ Sprungbrett II, Landshuter Kurzfilmfestival
- 2013: „Finalist“ Shocking Shorts Award